# Margaret Loomis
Pour les articles homonymes, voir Loomis.
Margaret Loomis est une actrice américaine du cinéma muet, née à San Francisco (Californie) le 27 mai 1893, morte à Los Angeles le 5 juillet 1969.

## Biographie
Elle étudie la danse avec Ted Shawn et Ruth Saint Denis à Los Angeles et est l'une du premier groupe de danseurs associés à la Denishawn School.

## Filmographie complète
- 1916 : She Left Without Her Trunks de Tefft Johnson : rôle indéteminé
- 1917 : The Bottle Imp de Marshall Neilan : rôle indéteminé
- 1917 : Hara-Kiri de William C. de Mille : O. Noto San
- 1917 : Œil pour œil (The Call of the East) de George H. Melford : Sheila Hepburn
- 1918 : La Blessure qui sauve (The Hidden Pearls) de George H. Melford : Tahona
- 1919 : The Veiled Adventure (en) de Walter Edwards : Diana Barker
- 1919 : Told in the Hills de George Melford : Talapa
- 1919 : Why Smith Left Home de Donald Crisp : Julie
- 1919 : When a Man Loves de Chester Bennett : Yuri San
- 1919 : Everywoman de George Melford : Modesty
- 1920 : The Sins of St. Anthony de James Cruze : Jeanette Adair
- 1920 : 3 Gold Coins de Cliff Smith : Betty Reed
- 1920 : What Happened to Jones de James Cruze : Cissy Smith
- 1920 : La Montée du passé (Conrad in Quest of His Youth) de William C. de Mille : Roslind
- 1920 : Toujours de l'audace (Always Audacious ) de James Cruze : Camilla Joyt
- 1921 : Le Fruit défendu (Forbidden Fruit) de Cecil B. DeMille : rôle non crédité
- 1921 : Vite, embrassez-moi ! (A Kiss in Time) de Thomas N. Heffron : Nymph
- 1922 : Les Bons Larrons (Turn to the Right) de Rex Ingram : Jessie Strong
- 1922 : The Milky Way de W. S. Van Dyke : rôle indéteminé
- 1922 : The Hands of Nara de Harry Garson : Emma Gammell
- 1922 : Haine et Amour (The Strangers' Banquet) de Marshall Neilan : la mariée
- 1923 : Wasted Lives de Clarence Geldert : Madge Richards
- 1923 : Le Groom no. 13 (Bell Boy 13) de William A. Seiter : Kitty Clyde
- 1923 : Money, Money, Money de Tom Forman : Caroline Carter
- 1923 : Justice de Tziganes (Law of the Lawless) de Victor Fleming : Fanutza
- 1925 : My Neighbor's Wife de Clarence Geldart : Kathlyn Jordan